# ستيف بروكر
ستيف بروكر (بالإنجليزية: Steve Brooker)‏ هو لاعب كرة قدم بريطاني، ولد في 21 مايو 1981 في Newport Pagnell ‏ في المملكة المتحدة. لعب مع بورت فايل ونادي بريستول سيتي ونادي دونكاستر روفرز ونادي واتفورد.

## وصلات خارجية
- ستيف بروكر على موقع قاعدة بيانات كرة القدم.إي يو (الإنجليزية)
- ستيف بروكر على موقع Soccerbase.com (لاعب) (الإنجليزية)
- ستيف بروكر على موقع عالم كرة القدم.نت (الإنجليزية)